# Les Îles de la mémoire
Albums de Dan Ar Braz
Xavier Grall chanté par Dan Ar Braz
(1992) Rêves de Siam
(1992)
Les Îles de la mémoire - Islands of Memories est le dixième album studio de Dan Ar Braz, paru en 1992.
Il est composé de morceaux tirés des premiers albums du guitariste et de deux inédits, qui correspondent aux thèmes de la mer et des souvenirs.

## Conception
L'album est enregistré entre novembre 1991 et mars 1992 aux studios Woodworm à Barford St Michael dans l'Oxfordshire en Angleterre.

## Caractéristiques artistiques
Ten Years Already ("Dix Années Déjà")Dans le livret, Dan Ar Braz commente ce titre : « Certaines pages de vie sont si lourdes qu'on a toutes les peines du monde à les tourner Pourtant il le faut bien... » Serait-ce une allusion à Alan Stivell ?
Wild Hopes et Naissance de la VilleCes réinterprétations sont réalisées sans cornemuses, contrairement aux versions originales (sur The Earth's Lament et Douar Nevez).
From Dawn till DuskDans sa version originale, L'Aurore, le Nucléaire et le Crépuscule (sur Allez Dire à la Ville), le morceau comportait une partie très rock mais il est ici apaisé.
Anne de BretagneMorceau inédit, illustrant une pièce de théâtre du même nom par Michel Liard et publié à la base sur un single du même nom en 1983.
No One (for Michou)Au départ chanson, ce morceau est dédié à une danseuse qui est "partie pour les îles" selon l'expression du guitariste.

## Fiche technique

### Liste des titres
| No  | Titre                                            | origine                        | Durée |
| --- | ------------------------------------------------ | ------------------------------ | ----- |
| 1.  | No one (for Michou)                              | inédit                         | 5:00  |
| 2.  | Vers les îles (Towards the Islands)              | Acoustic                       | 4:49  |
| 3.  | Wild hopes                                       | The Earth's Lament             | 2:05  |
| 4.  | Naissance de la ville (Settlement of the Town)   | Douar Nevez                    | 4:01  |
| 5.  | The Eath’s Lament (Les lamentations de la terre) | The Earth's Lament             | 5:39  |
| 6.  | L’ennui du Roi (The Boredom of the King)         | Douar Nevez                    | 2:38  |
| 7.  | Anne de Bretagne                                 | Anne de Bretagne (single 1983) | 5:22  |
| 8.  | Naissance de Dahud                               | Douar Nevez                    | 2:07  |
| 9.  | From Dawn till Dusk (De l’aurore au crépuscule)  | Allez dire à la ville          | 6:36  |
| 10. | Ten Years Already (Dix années déjà)              | Acoustic                       | 2:09  |
| 11. | The Island near the Sun                          | inédit                         | 2:07  |

### Crédits
- Compositions : Dan Ar Braz
- Production et réalisation : Dan Ar Braz

#### Musiciens
- Dan Ar Braz : chant, guitare électrique et acoustique, guitare synthétiseur
- Maartin Allcock : claviers, programmations
- Ronan Le Bars : tin whistle

#### Techniciens
- Enregistrements : Tim Matyear au Studio Woodworm à Barford St. Michael Oxon
- Mastering : Simon Heyworth à Chop Em Out à Londres
- Photo : Béatrice Le Grand, Fanch Hemery
- Graphisme : Pol Le Meur